# Slovenija v kvalifikacijah za nastop na Svetovnem prvenstvu v nogometu 2010
Slovenija v kvalifikacijah za nastop na Svetovnem prvenstvu v nogometu 2010, kamor se je slovenska reprezentanca drugič uvrstila po drugem mestu v rednem delu kvalifikacij in zmago proti ruski reprezentanci v dodatnih kvalifikacijah. 

## Redni del kvalifikacij
Slovenska reprezentanca je kvalifikacije za svetovno prvenstvo v Južni Afriki začela 6. septembra 2008 v Wroclavu na Poljskem. Dosegla je remi 1:1. Že v septembru je sledila prva kvalifikacijska zmaga proti Slovaški v tem kvalifikacijskem ciklusu, bilo je 2:1 za Slovenijo. 11. oktobra je Slovenija v Ljudskem vrtu premagala Severno Irsko z 2:0. Samo štiri dni pozneje je sledil prvi poraz proti Češki, bilo je 0:1. V spomladanskem delu kvalifikacij za SP 2010 je Slovenija najprej marca gostila Češko, izid je bil 0:0. 1. aprila 2009 je Slovenija izgubila svojo drugo in zadnjo tekmo teh kvalifikacij, in to proti Severni Irski z 1:0. Nato se je začela serija zmag. Avgusta je s 5:0 padel San Marino, nato je sledila v septembru Poljska s 3:0. Na predzadnji tekmi kvalifikacij, 11. oktobra, je Slovenija dosegla izredno pomembno gostujočo zmago proti Slovakški z 0:2 in si s tem povečala možnost za prvo neposredno uvrstitev na Svetovno prvenstvo. V zadnjem krogu je sicer premagala San Marino z 0:3, a to ni zadostovalo, saj je tudi Slovaška zmagala na Poljskem in tako osvojila prvo mesto, Slovenija pa drugo in je tako še drugič zaigrala v dodatnih kvalifikacijah za odhod na svetovno prvenstvo. V žrebu dodatnih kvalifikacij je dobila za nasprotnika Rusijo. Na prvi tekmi 14. novembra si je Slovenija priigrala aktiven rezultat. Bilo je 2:1 za Rusijo. Edini gol za Slovenijo je dosegel Nejc Pečnik v 88 minuti. Štiri dni kasneje je v Ljudskem vrtu štela le zmaga. Po nekaj zgrešenih priložnostih in popolni nadigranosti nad Rusijo je v 44 minuti za vodstvo z 1:0 zadel Zlatko Dedič. S skupnim izidom 2:2 se je Slovenija uvrstila na svoje tretje veliko tekmovanje oz. na drugo svetovno prvenstvo. 
Lestvica kvalifikacijske skupine 3
| ekipa         | tekme | zmaga | remi | poraz | gol razlika | točke |
| ------------- | ----- | ----- | ---- | ----- | ----------- | ----- |
| Slovaška      | 10    | 7     | 1    | 2     | +12         | 22    |
| Slovenija     | 10    | 6     | 2    | 2     | +14         | 20    |
| Češka         | 10    | 4     | 4    | 2     | +11         | 16    |
| Severna Irska | 10    | 4     | 3    | 3     | +4          | 15    |
| Poljska       | 10    | 3     | 2    | 5     | +5          | 11    |
| San Marino    | 10    | 0     | 0    | 10    | -46         | 0     |

Tekme Slovenije v kvalifikacijski skupini 3
| 6. september 2008 17:00 UTC+2 | Poljska           | 1 – 1 | Slovenija | Stadion: Stadion Oporowska, Wrocław Gledalcev: 7,300 Sodnik: Kristinn Jakobsson (Islandija) |
| 6. september 2008 17:00 UTC+2 | Żewłakow 17 (11m) |       | Dedič 35  | Stadion: Stadion Oporowska, Wrocław Gledalcev: 7,300 Sodnik: Kristinn Jakobsson (Islandija) |

| 10. september 2008 20:45 UTC+2 | Slovenija        | 2 – 1 | Slovaška   | Stadion: Stadion Ljudski vrt, Maribor Gledalcev: 9,900 Sodnik: Svein Oddvar Moen (Norveška) |
| 10. september 2008 20:45 UTC+2 | Novakovič 22, 81 |       | Jakubko 83 | Stadion: Stadion Ljudski vrt, Maribor Gledalcev: 9,900 Sodnik: Svein Oddvar Moen (Norveška) |

| 11. oktober 2008 20:45 UTC+2 | Slovenija                   | 2 – 0 | Severna Irska | Stadion: Stadion Ljudski vrt, Maribor Gledalcev: 12,385 Sodnik: Eduardo Iturralde González (Španija) |
| 11. oktober 2008 20:45 UTC+2 | Novakovič 84 Ljubijankič 85 |       |               | Stadion: Stadion Ljudski vrt, Maribor Gledalcev: 12,385 Sodnik: Eduardo Iturralde González (Španija) |

| 15. oktober 2008 17:30 UTC+2 | Češka     | 1 – 0 | Slovenija | Stadion: Na Stínadlech, Teplice Gledalcev: 15,220 Sodnik: Martin Atkinson (Anglija) |
| 15. oktober 2008 17:30 UTC+2 | Sionko 63 |       |           | Stadion: Na Stínadlech, Teplice Gledalcev: 15,220 Sodnik: Martin Atkinson (Anglija) |

| 28. marec 2009 20:45 UTC+1 | Slovenija | 0 – 0 | Češka | Stadion: Stadion Ljudski vrt, Maribor Gledalcev: 12,500 Sodnik: Pedro Proença (Portugalska) |
| 28. marec 2009 20:45 UTC+1 |           |       |       | Stadion: Stadion Ljudski vrt, Maribor Gledalcev: 12,500 Sodnik: Pedro Proença (Portugalska) |

| 1. april 2009 19:45 UTC+1 | Severna Irska | 1 – 0 | Slovenija | Stadion: Windsor Park, Belfast Gledalcev: 13,243 Sodnik: Alon Yefet (Izrael) |
| 1. april 2009 19:45 UTC+1 | Feeney 73     |       |           | Stadion: Windsor Park, Belfast Gledalcev: 13,243 Sodnik: Alon Yefet (Izrael) |

| 12. avgust 2009 20:45 UTC+3 | Slovenija                                              | 5 – 0 | San Marino | Stadion: Stadion Ljudski vrt, Maribor Gledalcev: 4,400 Sodnik: Dimitar Meckarovski (Makedonija) |
| 12. avgust 2009 20:45 UTC+3 | Koren 19, 74 Radosavljevič 39 Kirm 54 Ljubijankič 90+3 |       |            | Stadion: Stadion Ljudski vrt, Maribor Gledalcev: 4,400 Sodnik: Dimitar Meckarovski (Makedonija) |

| 9. september 2009 20:45 UTC+2 | Slovenija                      | 3 – 0 | Poljska | Stadion: Stadion Ljudski vrt, Maribor Gledalcev: 10,226 Sodnik: William Collum (Škotska) |
| 9. september 2009 20:45 UTC+2 | Dedič 13 Novakovič 44 Birsa 62 |       |         | Stadion: Stadion Ljudski vrt, Maribor Gledalcev: 10,226 Sodnik: William Collum (Škotska) |

| 10. oktober 2009 20:15 UTC+2 | Slovaška | 0 - 2              | Slovenija | Stadion: Tehelné pole, Bratislava Gledalcev: 23.000 Sodnik: Wolfgang Stark (Nemčija) |
| 10. oktober 2009 20:15 UTC+2 |          | Birsa 56 Pečnik 92 |           | Stadion: Tehelné pole, Bratislava Gledalcev: 23.000 Sodnik: Wolfgang Stark (Nemčija) |

| 14. oktober 2009 20:30 UTC+2 | San Marino | 0 - 3                               | Slovenija | Stadion: Stadio Olimpico, Serravalle Gledalcev: 1.200 Sodnik: Sandor Szabo (Madžarska) |
| 14. oktober 2009 20:30 UTC+2 |            | Novakovič 24 Stevanovič 67 Šuler 82 |           | Stadion: Stadio Olimpico, Serravalle Gledalcev: 1.200 Sodnik: Sandor Szabo (Madžarska) |

## Dodatne kvalifikacije
Žreb 19. oktobra 2009 v Zürichu je Sloveniji naklonil reprezentanco Rusije. Prva tekma se je odigrala v soboto, 14. novembra na Stadionu Lužniki v Moskvi, povratna tekma je bila v sredo, 18. novembra 2009 v Ljudskem vrtu v Mariboru. Prvo tekmo je sodil danski sodnik Claus Bo Larsen, povratno tekmo pa je sodil norveški sodnik Terje Hauge.
| 14. november 2009 19:00 UTC+3, 17:00 UTC+1 | Rusija                            | 2 - 1 (1 - 0) | Slovenija | Stadion: Stadion Lužniki, Moskva Gledalcev: 75.000 Sodnik: Claus Bo Larsen (Danska) |
| 14. november 2009 19:00 UTC+3, 17:00 UTC+1 | Biljaletdinov 40 Biljaletdinov 51 |               | Pečnik 88 | Stadion: Stadion Lužniki, Moskva Gledalcev: 75.000 Sodnik: Claus Bo Larsen (Danska) |

| RUSIJA:                  |    |                                             |
|                          |    |                                             |
| GK                       | 1  | Igor Akinfejev                              |
| RB                       | 2  | Aleksander Anjukov                          |
| CB                       | 5  | Vasilij Berezucki                           |
| CB                       | 4  | Sergej Ignaševič                            |
| LB                       | 13 | Renato Janbajev                             |
| RM                       | 7  | Igor Denisov                                |
| CM                       | 8  | Dinijar Biljaletdinov 40', 51               |
| CM                       | 11 | Igor Semak / 15 Vladimir Bistrov (61')      |
| LM                       | 17 | Konstantin Zirjanov                         |
| CF                       | 10 | Andrej Aršavin 45+1'                        |
| CF                       | 9  | Roman Pavljučenko / 14 Dimitrij Sičev (80') |
| Selektor:                |    |                                             |
| Guus Hiddink, Nizozemska |    |                                             |

| SLOVENIJA:            |    |                                               |
|                       |    |                                               |
| GK                    | 1  | Samir Handanović                              |
| CB                    | 2  | Mišo Brečko                                   |
| CB                    | 5  | Boštjan Cesar                                 |
| CB                    | 4  | Marko Šuler                                   |
| RM                    | 13 | Bojan Jokič                                   |
| CM                    | 10 | Valter Birsa / CM 16 Dalibor Stevanovič (67') |
| CM                    | 18 | Aleksandar Radosavljević                      |
| LM                    | 8  | Robert Koren                                  |
| AM                    | 17 | Andraž Kirm / CF 7 Nejc Pečnik (82') 88       |
| AM                    | 14 | Zlatko Dedič / CF 9 Zlatan Ljubijankič (77')  |
| CF                    | 11 | Milivoje Novakovič                            |
| Selektor:             |    |                                               |
| Matjaž Kek, Slovenija |    |                                               |

| Igralec tekme: Dinijar Biljaletdinov Glavni sodnik: Claus Bo Larsen Pomočnika sodnika: Henrik Sonderby Anders Norrestrand Četrti sodnik: Lars Christoffersen Delegat: Istvan Husyar |

| 18. november 2009 20:45 UTC+1 | Slovenija | 1-0 (1-0) | Rusija | Stadion: Stadion Ljudski vrt, Maribor Gledalcev: 12.500 Sodnik: Terje Hauge (Norveška) |
| 18. november 2009 20:45 UTC+1 | Dedič 44  |           |        | Stadion: Stadion Ljudski vrt, Maribor Gledalcev: 12.500 Sodnik: Terje Hauge (Norveška) |

| SLOVENIJA:            |    |                                                    |
|                       |    |                                                    |
| GK                    | 1  | Samir Handanovič 66'                               |
| RB                    | 2  | Mišo Brečko                                        |
| CB                    | 5  | Boštjan Cesar                                      |
| CB                    | 4  | Marko Šuler                                        |
| LB                    | 13 | Bojan Jokič                                        |
| RM                    | 7  | Aleksander Radosavljevič                           |
| CM                    | 8  | Andraž Kirm                                        |
| CM                    | 10 | Valter Birsa 55' / CF 7 Nejc Pečnik (79')          |
| LM                    | 8  | Robert Koren 76'                                   |
| CF                    | 14 | Zlatko Dedič 44 / CM 16 Dalibor Stevanovič (90+1') |
| CF                    | 11 | Milivoje Novakovič                                 |
| Selektor:             |    |                                                    |
| Matjaž Kek, Slovenija |    |                                                    |

| RUSIJA:                  |    |                                                 |
|                          |    |                                                 |
| GK                       | 1  | Igor Akinfejev                                  |
| RB                       | 2  | Vasilij Berezucki                               |
| CB                       | 5  | Aleksander Anjukov                              |
| CB                       | 4  | Sergej Ignaševič                                |
| LB                       | ?  | Jurij Žirkov 7', 90+3', 90+3                    |
| RM                       | 7  | Igor Denisov 73'                                |
| CM                       | 17 | Konstantin Zirjanov                             |
| CM                       | 11 | Renato Janbajev / CM Igor Semak (46')           |
| LM                       | 8  | Dinijar Biljaletdinov 22'/ Pogrebnjak (77')     |
| AM                       | 10 | Andrej Aršavin                                  |
| ST                       | 9  | Pavljučenko / CF Aleksander Keržakov (46') 66', |
| Selektor:                |    |                                                 |
| Guus Hiddink, Nizozemska |    |                                                 |

| Igralec tekme: Robert Koren Glavni sodnik: Terje Hauge Pomočnika sodnika: Frank Andas Kim Haglund Četrti sodnik: Tommy Skjerven Delegat: Fernand Meese |

## Po tekmi z Rusijo (18. novembra 2009)
Slovenska nogometna reprezentanca se je navijačem zahvalila 18. 11. 2009, nekaj minut po 24.00 uri na južni ploščadi Stadiona Ljudski vrt v Mariboru (na Gregorčičevi ulici). 19. 11. 2009 pa so se reprezentantje slovenskim navijačem zahvalili tudi v Ljubljani na Prešernovem trgu ob 15.00 uri. Uro poprej jih je sprejel vrh Republike Slovenije v palači predsednika Slovenije. Gostitelj sprejema je bil predsednik Republike Slovenije dr. Danilo Türk.

### Statistika Slovenije v kvalifikacijah za SP 2010
| Država    | DG:PG | % PDG | % PPG | T  | Z | ZD | ZG | R | RD | RG | P | PD | PG |    |   | / |
| --------- | ----- | ----- | ----- | -- | - | -- | -- | - | -- | -- | - | -- | -- | -- | - | - |
| Slovenija | 20:6  | 2.0   | 0.50  | 12 | 7 | 5  | 2  | 2 | 1  | 1  | 3 | 0  | 3  | 24 | 0 | 0 |

Država – država; DG:PG – dani in prejeti zadetki; % PDG – povprečje danih zadetkov; % PPG – povprečje prejetih zadetkov; T - odigrana tekma; Z – zmaga; ZD – zmaga doma; ZG – zmaga v gosteh; R – remi; RD – remi doma; RG – remi v gosteh; P – poraz; PD – poraz doma; PG – poraz v gosteh.

### Najboljši strelci reprezentanc udeleženk SP 2010 v kvalifikacijah za SP 2010
| Mesto | Ime in priimek     | država    | G  |
| ----- | ------------------ | --------- | -- |
| 1.    | Theofanis GEKAS    | Grčija    | 10 |
| 2.    | Humberto SUAZO     | Čile      | 10 |
| 3.    | LUIS FABIANO       | Brazilija | 9  |
| 4.    | Wayne ROONEY       | Anglija   | 9  |
| …     | …                  | …         | …  |
| 18.   | Milivoje NOVAKOVIČ | Slovenija | 5  |
| …     | …                  | …         | …  |
| 30.   | Andres GUARDADO    | Mehika    | 3  |
| 31.   | Antar YAHIA        | Alžirija  | 3  |

Mesto – uvrstitev strelca na skupni lestvici vseh strelcev; G – število zadetkov v kvalifikacijah za SP 2010 v JAR.

### Statistika reprezentantov Slovenije v kvalifikacijah za SP 2010
| Ime in priimek           | T  | Čas      | G |   | / |   |
| ------------------------ | -- | -------- | - | - | - | - |
| Aleksander RADOSAVLJEVIČ | 7  | 613 min  | 1 | 0 | 0 | 0 |
| Ales MEJAČ               | 3  | 15 min   | 0 | 0 | 0 | 0 |
| Andraž KIRM              | 12 | 992 min  | 1 | 1 | 0 | 0 |
| Andrej KOMAC             | 6  | 458 min  | 0 | 2 | 0 | 0 |
| Anton ŽLOGAR             | 3  | 14 min   | 0 | 0 | 0 | 0 |
| Armin BAČINOVIČ          | 1  | 16 min   | 0 | 0 | 0 | 0 |
| Bojan JOKIČ              | 9  | 731 min  | 0 | 0 | 0 | 0 |
| Boštjan CESAR            | 10 | 900 min  | 1 | 2 | 0 | 0 |
| Branko ILIČ              | 5  | 365 min  | 0 | 2 | 0 | 0 |
| Dalibor STEVANOVIČ       | 4  | 100 min  | 1 | 1 | 0 | 0 |
| Darijan MATIČ            | 3  | 2 min    | 0 | 0 | 0 | 0 |
| Elvedin ĐINIČ            | 1  | 23 min   | 0 | 0 | 0 | 0 |
| Etijen VELIKONJA         | 1  | 72 min   | 0 | 0 | 0 | 0 |
| Marko ŠULER              | 10 | 900 min  | 1 | 2 | 0 | 0 |
| Matej MAVRIČ ROŽIČ       | 3  | 270 min  | 0 | 0 | 0 | 0 |
| Milivoje NOVAKOVIČ       | 12 | 1008 min | 5 | 0 | 0 | 0 |
| Mirnes ŠIŠIČ             | 5  | 406 min  | 0 | 2 | 0 | 0 |
| Mišo BREČKO              | 11 | 976 min  | 0 | 3 | 0 | 0 |
| Mitja MÖREC              | 1  | 90 min   | 0 | 0 | 0 | 0 |
| Nejc PEČNIK              | 6  | 92 min   | 2 | 0 | 0 | 0 |
| Rene KRHIN               | 1  | 5 min    | 0 | 0 | 0 | 0 |
| Robert KOREN             | 11 | 990 min  | 2 | 3 | 0 | 0 |
| Samir HANDANOVIC         | 12 | 1080 min | 0 | 1 | 0 | 0 |
| Suad FILEKOVIČ           | 2  | 180 min  | 0 | 1 | 0 | 0 |
| Valter BIRSA             | 9  | 550 min  | 2 | 1 | 0 | 0 |
| Zlatan LJUBLJANKIČ       | 7  | 246 min  | 2 | 0 | 0 | 0 |
| Zlatko DEDIČ             | 11 | 786 min  | 3 | 3 | 0 | 0 |

ime in priimek – ime in priimek; T – št. odigranih tekem; Čas – odigrani čas (v minutah); G - zadetek.